# ولنبيرغ (هضبة)
ولنبيرغ (بالألمانية: Wollenberg) هي هضبة موجودة في ولاية هسن بألمانيا